# Acridocarpus orientalis
Acridocarpus orientalis är en tvåhjärtbladig växtart som beskrevs av Adrien Henri Laurent de Jussieu. Acridocarpus orientalis ingår i släktet Acridocarpus och familjen Malpighiaceae. Inga underarter finns listade i Catalogue of Life.